# Попов, Пантелеймон Васильевич
Пантелеймон Васильевич Попов (1886—1972) — русский и советский педагог, кандидат богословия, краевед и художник, член Союза художников СССР (1941).

## Биография
Родился в 1886 году в селе Хаяхсыт Чурапчинского улуса (по другим данным в селе Арылах Хайахсытского наслега) Якутской области в семье священнослужителя Василия Степановича и его жены Капитолины Димитриановны; внук просветителя Димитриана Дмитриевича Попова, брат художника Ивана Васильевича Попова.
Окончил Якутское духовное училище, Якутскую духовную семинарию и литературное отделение Казанской духовной академии с выпускным сочинением «Характеристика образования и воспитания в допетровской Руси: по рукописям Соловецкой библиотеки», за что был удостоен степени кандидата богословия (1915).
С 1915 до 1920 года работал преподавателем русской литературы в Якутской духовной семинарии.
В 1917 году был избран членом Поместного Собора Православной Церкви как мирянин от Якутской епархии, по семейным обстоятельствам вернулся с дороги в Якутск и в работе Собора не участвовал.
В 1919 году был избран членом Якутского епархиального собрания.
В 1920—1927 годах преподавал в школах Якутска. В 1927—1931 годах преподавал русский язык и литературу в Якутском медицинском техникуме. В 1931—1932 был слушателем Центрального института повышения квалификации кадров народного образования в Москве, по окончании которого, в 1932—1933 годах работал инспектором кадров Наркомпроса Якутской АССР.
В 1933—1937 годах был преподавателем в Якутском пушном техникуме; в 1937—1938 годах — инспектором Управления по делам искусства; в 1938—1940 годах — преподавателем в Якутском рыбном техникуме; в 1940—1945 годах — преподавателем якутского языка в областном комитете ВЛКСМ, а также преподавателем рисования и труда в Якутском художественном училище.
Награждён медалью «За доблестный труд в Великой Отечественной войне 1941—1945 гг.».
В 1945—1947 годах — научный сотрудник Института языка, литературы и истории Якутского филиала Сибирского отделения Академии наук СССР; в 1947—1949 годах — преподаватель Якутского художественного института; в 1949—1950 годах — старший инспектор Управления по делам культурно-просветительских учреждений при Совете Министров Якутской АССР.
Пантелеймон Васильевич Попов работал также в Якутском республиканском музее им. Ярославского, как краевед и этнограф собирал материалы по истории политических ссыльных в Якутии. В 1925—1930 годах был членом научно-исследовательского общества «Саха кэскилэ» («Будущее якутов»). Живописи учился у своего брата брата Ивана. Участник выставок с 1930-х годов. В 1940—1941 годах являлся председателем организационного бюро Союза художников Якутской АССР.
Автор картин из истории Якутска и иллюстраций местных журналов и газет.
Умер в 1972 году в Ангарске.

## Сочинения
- Историко-графический атлас города Якутска 1917 г.
- Краткий очерк истории якутского письма // Харитонов Л. Современный якутский язык. Якутск, 1947.